# Hemaka
Hemaka war ein hoher ägyptischer Beamter, der unter König (Pharao) Den in der 1. Dynastie seinen Dienst versah.

## Belege
Er ist von zahlreichen Siegelabrollungen und Elfenbeinplaketten bekannt, die sich in Abydos und Sakkara fanden. Er ist wohl einer der ersten Beamten mit dem Titel Siegler des Königs. Seine weiteren Titel zeigen, dass er der Leiter königlicher Domänen war.

## Titel des Hemaka
- „Siegler des Königs von Unterägypten“
- „Verwalter der Anlage ’Horus, der den Berg fördert’ “[1]
- „Verwalter des Krugmagazins der Anlage ’Horus, der den Berg fördert’ “[2]
- „Magazinverwalter der Leiter“[2]

## Grab
Sein Grab lag eventuell in Sakkara. Mastaba S3035 wird ihm zugeschrieben. Das Grab ist eines der größten aus dieser Zeit und es fand sich teilweise ungeplündert. Zu den dortigen Funden gehört die bisher älteste bekannte Papyrusrolle, die jedoch unbeschriftet war. Die Zuweisung des Grabes an Hemaka ist allerdings nicht eindeutig.